# Trash (Suede)
Trash è una canzone della band inglese Suede, pubblicata il 29 luglio 1996 come singolo di lancio dell'album Coming Up.
Fu il primo singolo della band in cui tutte le canzoni contenute erano state scritte senza il chitarrista Bernard Butler, sostituito da Richard Oakes. Insieme a Stay Together, è il singolo dei Suede che ha raggiunto la posizione più alta nella classifica britannica dei singoli, issandosi al terzo posto, ma è il singolo più venduto del gruppo. La canzone ha ottenuto il primo posto nella classifica finlandese dei singoli nell'agosto del 1996, scalzando dalla vetta Wannabe delle Spice Girls.
La canzone fu elogiata da critica e pubblico: la rivista Melody Maker la proclamò "singolo della settimana" quindici giorni prima della sua pubblicazione.

## Videoclip
Il video della canzone fu filmato agli Elstree Studios ed è diretto dal regista David Mould. Nella clip la band si esibisce in un bar dai colori sgargianti, affollato da persone in abiti costosi e alla moda. Per la prima volta compare in un video della band il tastierista Neil Codling.

## Tracce
Testi di Brett Anderson e Richard Oakes dove non è altrimenti specificato.
Vinile 7", cassetta
1. "Trash"
2. "Europe Is Our Playground" (Anderson, Mat Osman)

CD1
1. "Trash"
2. "Europe Is Our Playground" (Anderson, Mat Osman)
3. "Every Monday Morning Comes"

CD2
1. "Trash"
2. "Have You Ever Been This Low?"
3. "Another No One" (Anderson)